# Romualdo Galdós
Romualdo Galdós Baertel (1885-1953) fue un religioso, publicista y escritor español.
Romualdo Galdós fue un jesuita eibarrés que destacó por su obra escrita tanto en lengua vasca como en castellano. Fue docente en varios centros  universitarios entre ellos la Universidad Gregoriana de Roma.
Centró sus estudios en la biblia y llegó a ser Doctor en Sagrada Escritura con prestigio mundialmente reconocido, siendo el primer Doctor en Sagrada Escritura del mundo hispano. Realizó una numerosa producción literaria en lengua vasca, euskera, y latina como la historia de la Casa de Loyola y prefecto de la escuela de declamación y lectura. Políglota, hablaba doce lenguas, dominaba  el llamado euskera eibarres. Fue declarado Hijo Ilustre de la Villa de Eibar el 6 de octubre de 1926.

## Biografía
Romualdo Galdós Baertel nació en la localidad guipuzcoana de Éibar en el País Vasco, España. Era hijo del grabador a buril eibarrés Esteban Marcelino Galdós Bidarte y de la duranguesa Mercedes Cristina de Baertel Miota, el menor de seis hermanos (Margarita, Domingo, Martín, Valentín (jesuita y profesor de la Universidad de Deusto9, Pedro Galdós txiki , y Romualdo). Nació en la llamada "Casa Godoy" en la antigua calle Hospital cerca de la iglesia parroquial de San Andrés. Acudió a la escuela para niños de  Zacarías Ramos que estaba ubicada en los bajo de la casa de su domicilio. En 1902 se traslada a Carrión de los Condes, en la provincia de Palencia, para iniciar su noviciado para ingresar en los jesuitas. Dos años después, el   13 de noviembre de 1904 entra en la Compañía de Jesús y comienza a estudiar retórica en Burgos donde también amplia sur conocimientos de latín que ya había estudiado durante tres años en Comillas. 
En 1907 entra en el Colegio Máximo de Oña para cursar filosofía por tres años. Una vez terminados los estudios se traslada a Azpeitia y se ubica en el santuario de Loyola donde permanecerá por cinco años ejerciendo de profesor de música y dirige el coro. 
El  30 de julio de 1917 e ordena sacerdote y oficia la misa de ordenación en Oña donde se queda estudiando Teología (Sagrada Teología), estudios  que prosigue en Burgos realizando la tercera aprobación.
En 1919 la Compañía de Jesús lo destina a Roma para especializarse en la Sagrada Biblia en el Pontificio Instituto Bíblico, lo que hace en 1922  con un "cum laude". 
Tras abandonar Roma se establece en Oña  donde imparte clases de hebreo y griego bíblico y prepara su tesis doctoral. La tesis la realiza en latín y trata sobre El libro de Tobit, según el texto de la Vulgata Latina que presentó y defendió el 17 de enero de 1926 en Roma  ante la Comisión Bíblica, que le otorga el título de "Doctor en Sagrada Escritura " con la calificación de "Magna cum laude" lo que hizo que fuera el primer "Doctor en Sagrada Escritura" de todos los países de habla hispana. La tesis se publicó en 1930 en dentro de la colección de títulos del curso de Escritura Sagrada de la Universidad Gregoriana .
En 25 de agosto de 1926 el ayuntamiento de Éibar, a petición del concejal Lorenzo Valenciaga, le manda una carta de felicitación y le hace un homenaje. El 15 de septiembre de ese mismo  año, después de recibir el agradecimiento de Galdós se le propone para ser declarado "Hijo Ilustre de la Villa de Eibar". El nombramientos el oficializa el 6 de octubre de 1926 y se organiza una semana, del 23 de diciembre de 1926 al 1 de enero de 1927, de actos con su presencia donde Romualdo Galdós, da conferencias, dice misa y recibe un objeto damasquinado en el que figuran los emblemas de Éibar y del Doctorado. También se coloca una placa en su honor en el Santuario de la Virgen de Arrate.
Tras la disolución de la Compañía de Jesús en España por Decreto del Gobierno de la república el  23 de enero de 1932 hace gestiones para que el Colegio Máximo de Oña se traslade a la ciudad belga de Marneffe. Romualdo Galdós se traslada con el colegio para ejercer la docencia, hasta que en 1934 comienza a impartir un curso en la Universidad Gregoriana de Roma que le obligaba a permanecer un semestre en la capital italiana y otro en la ciudad belga, esta situación se prologó por cuatro cursos. En 1938 comienza a dar también clases en la Pontificia Universidad Gregoriana de Roma donde imparte Sagrada Escritura, Lengua Hebrea y Griego Bíblico en la Facultad Teológica.
Para el curso 1942-1943, con la Compañía de Jesús restaurada en España, vuelva a dar clases en Oña, aunque compartiéndolas con las de Roma. El curso 1953-1954 sería el último que impartiría en villa burgalesa, la última clase en el Colegio Máximo de Oña  fue el 22 de diciembre de 1953.
En diciembre de 1953 se traslada a su localidad natal con la intención de celebrar la Misa del Gallo en el convento de las religiosas Concepcionistas de Isasi. Muere en Éibar el 27 de diciembre de ese año.